# Тюбет-Адаргын
Тюбет-Адаргын (укр. Тюбет-Адаргин, крымскотат. Töbet Adarğın) — исчезнувшее село в Красногвардейском районе Республики Крым, располагавшееся на северо-востоке района, в степной части Крыма, на месте современного села Мускатное.

## История
Первое документальное упоминание села встречается в Камеральном Описании Крыма… 1784 года, судя по которому, в последний период Крымского ханства Тюбет Аргын входил в Насывский кадылык Карасубазарского каймаканства. После присоединения Крыма к России (8) 19 апреля 1783 года, (8) 19 февраля 1784 года, именным указом Екатерины II сенату, на территории бывшего Крымского Ханства была образована Таврическая область и деревня была приписана к Перекопскому уезду. После Павловских реформ, с 1796 по 1802 год, входила в Акмечетский уезд Новороссийской губернии. По новому административному делению, после создания 8 (20) октября 1802 года Таврической губернии, Тюбет-Адаргын был включён в состав Таганашминской волости Перекопского уезда.
По Ведомости о всех селениях, в Перекопском уезде состоящих с показанием в которой волости сколько числом дворов и душ… от 21 октября 1805 года в деревне Адаргин числилось 18 дворов, 97 жителей крымских татар и 1 ясырь. На военно-топографической карте генерал-майора Мухина 1817 года деревня Адаргин обозначена с 15 дворами. После реформы волостного деления 1829 года Тубет Адаргин, согласно «Ведомости о казённых волостях Таврической губернии 1829 года», отнесли к Башкирицкой волости (переименованной из Таганашминской). На карте 1836 года в деревне 13 дворов. Затем, видимо, в результате эмиграции крымских татар, деревня заметно опустела и на карте 1842 года Тюбет-Адаргын обозначен условным знаком «малая деревня», то есть, менее 5 дворов.
В 1860-х годах, после земской реформы Александра II, деревню включили в состав Владиславской волости. Согласно «Памятной книжке Таврической губернии за 1867 год», деревня Тубет Адаргин была покинута жителями в 1860—1864 годах, в результате эмиграции крымских татар, особенно массовой после Крымской войны 1853—1856 годов, в Турцию и заселена немцами колонистами — евангелистами, выходцами из бердянских колоний, при которых также применялись названия Адаргин Немецкий, Шенбрун, Адаргин-Шенбрун, Дейч-Адаргин. По обследованиям профессора А. Н. Козловского начала 1860-х годов, в селении была пресная вода в колодцах глубиной 2,5—3 сажени (5—6 м). На трёхверстовой карте Шуберта 1865 года Тюбет Адаргын обозначен среди трёх соседних Адаргынов, а на карте, с корректурой 1876 года — один Адаргын с 19 дворами. В дальнейшем название не встречается.